# Gare de Goussainville
La gare de Goussainville est une gare ferroviaire française de la ligne de Paris-Nord à Lille, située dans la commune de Goussainville (département du Val-d'Oise).
C'est une gare de la Société nationale des chemins de fer français (SNCF) desservie par les trains de la ligne D du RER.

## La gare

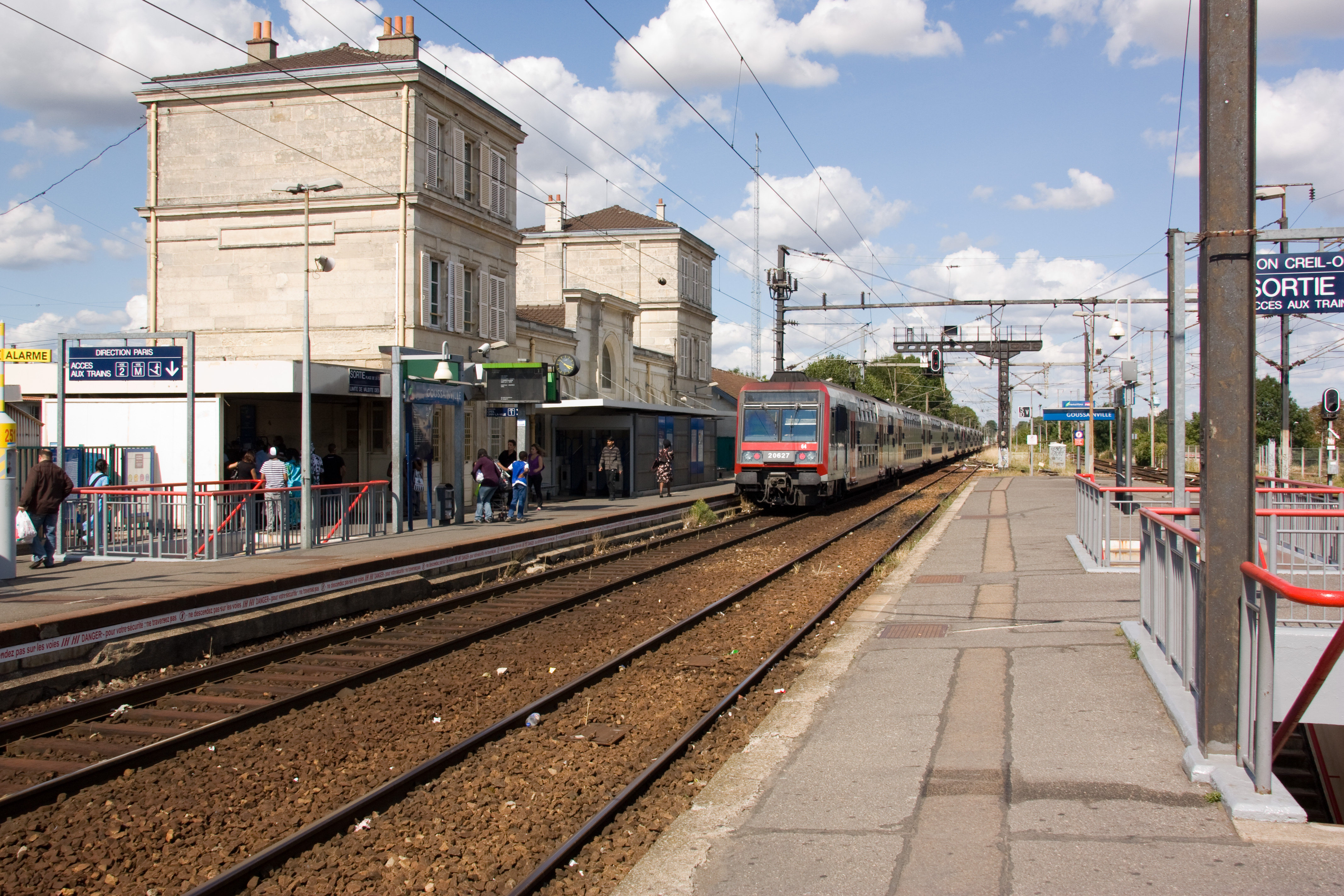
Rame Z 20500 quittant la gare voie 1 en direction d'Orry-La-Ville (code mission HIVA).

La gare est desservie par les trains de la ligne D du RER.

## Histoire
La ligne de Saint-Denis à Creil via Survilliers fut ouverte en 1859 par la compagnie du Nord après six ans d'études puis doublée en 1907.
En 2019, la SNCF estime la fréquentation annuelle de la gare à 5 227 952 voyageurs contre 5 196 033 en 2018.

## Correspondances
La gare est desservie par les lignes 11, 12ZI, 30B, 30D, 32, 32ZA, G'bus, R8, R104 et Soirée Goussainville du réseau de bus Roissy Ouest, par la ligne 1312 du réseau de bus Haut Val-d'Oise, par la ligne Filéo Goussainville et la nuit, par la ligne N146 du réseau Noctilien.

## Galerie de photographies

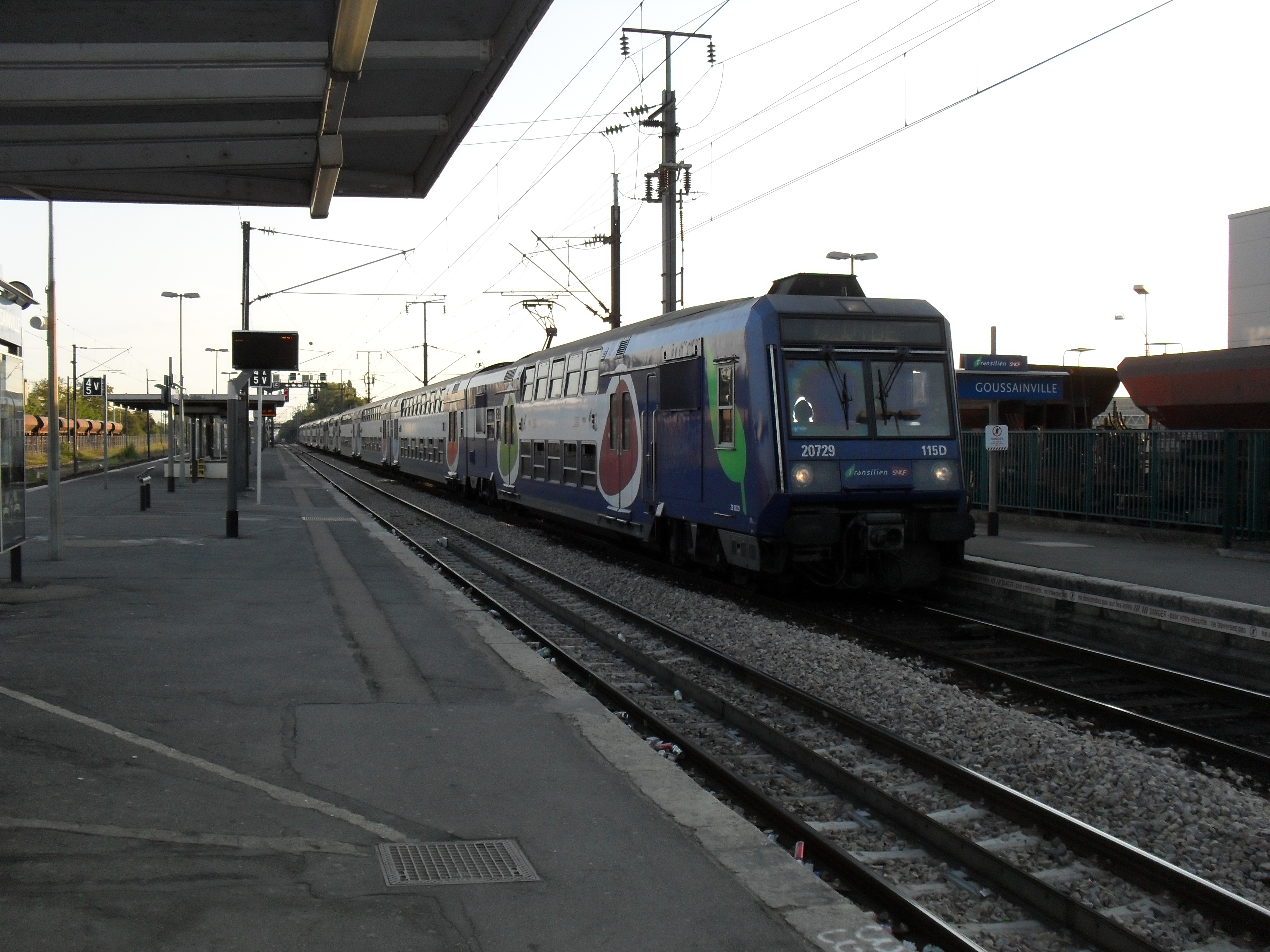
Z 20500 en vide voyageurs.
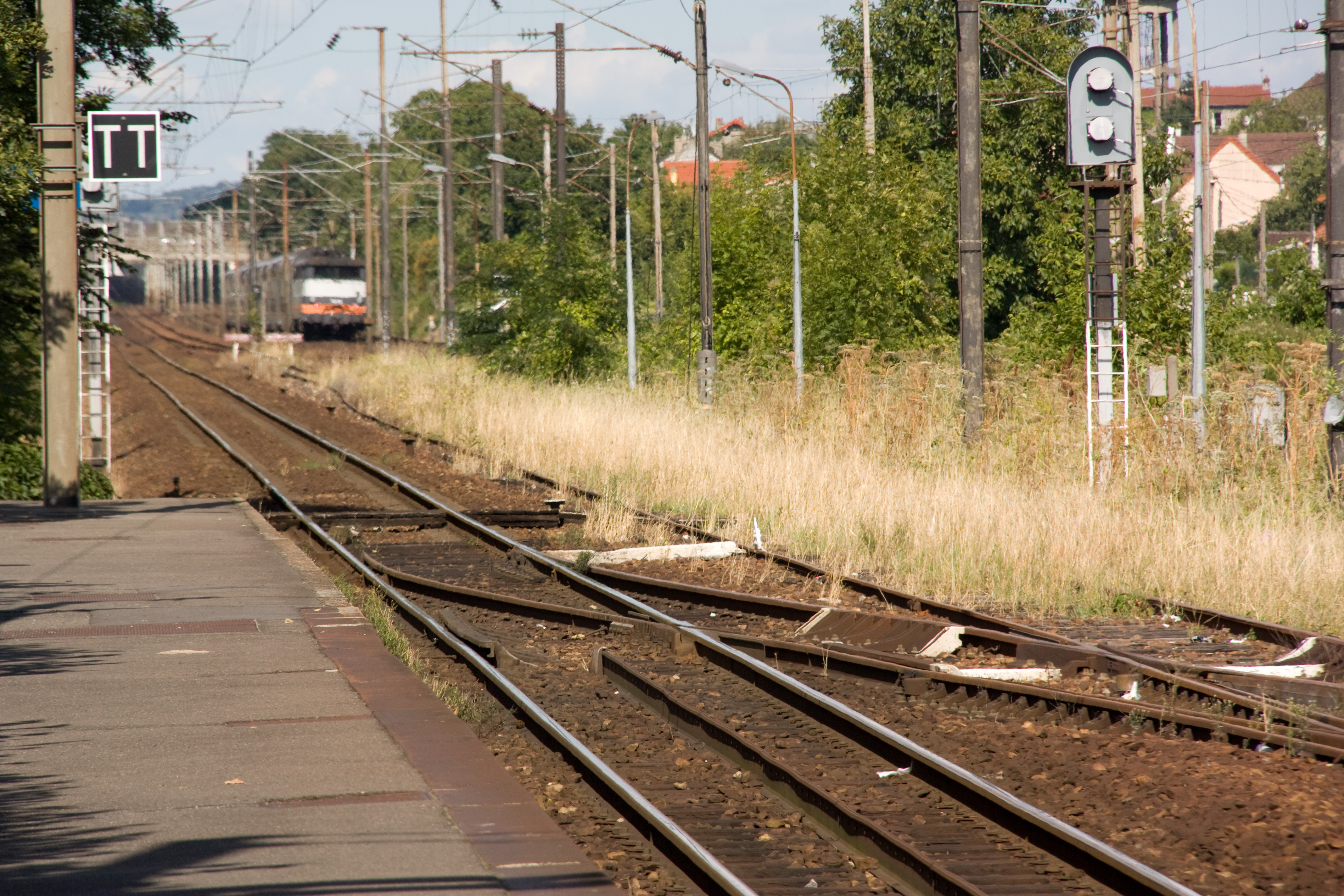
Bout de la gare.